# Свищево (Вадинский район)
Свищево — деревня в Вадинском районе Пензенской области России. Входит в состав Серго-Поливановского сельсовета.

## География
Деревня находится в северо-западной части Пензенской области, в пределах восточной окраины Окско-Донской низменности, в лесостепной зоне, на левом берегу реки Вад, на расстоянии примерно 13 километров (по прямой) к северо-западу от села Вадинска, административного центра района.
Климат
Климат характеризуется как умеренно континентальный. Средняя температура воздуха самого холодного месяца (января) составляет −11,5 °C (абсолютный минимум — −44 °С); самого тёплого месяца (июля) — 19,5 °C (абсолютный максимум — 38 °С). Продолжительность безморозного периода составляет 133 дня. Годовое количество атмосферных осадков — 467 мм. Снежный покров держится в среднем 141 день.

## История
Основано в 1695—1696 годах, на землях отказанных стольнику Артемию Яковлевичу Свищеву. В 1732 году сельцо Свищовка, находилось в собственности у помещиков П. Л. Алеевой, И. Д. Дохтурова и О. С. Сипягина. В 1785 году числилось за Никифором Титовичем Пожидаевым. Жители были прихожанами церкви во имя святых Петра и Павла в селе Серго-Поливаново.
По состоянию на 1911 год в деревне, входившей в состав Серго-Поливановской волости Керенского уезда, имелись: четыре крестьянских общества, 81 двор, две ветряные мельницы, кузница и лавка. Население села того периода составляло 564 человека. По данным 1955 года в Свищево располагалась бригада колхоза имени Димитрова.

## Население
| 2010 |
| ---- |
| 33   |

Половой состав
По данным Всероссийской переписи населения 2010 года в гендерной структуре населения мужчины составляли 51,5 %, женщины — соответственно 48,5 %.
Национальный состав
Согласно результатам переписи 2002 года, в национальной структуре населения русские составляли 100 % из 40 чел.

## Улицы
Уличная сеть деревни состоит из одной улицы (ул. Дорожная).